# Lallemantia
Lallemantia es un género con siete especies de plantas con flores perteneciente a la familia Lamiaceae. Es originario del Cáucaso al Himalaya.

## Etimología
El nombre del género fue otorgado en honor de Julius Leopold Eduard Avé-Lallemant, botánico alemán.

## Especies
| - Lallemantia azurea Boiss. & A.Huet - Lallemantia canescens Fisch. & C.A.Mey. - Lallemantia iberica Fisch. & C.A.Mey. - Lallemantia kopetdaghensis Boriss. - Lallemantia peltata Fisch. & C.A.Mey. - Lallemantia royleana Benth. - Lallemantia sulphurea K.Koch |